# 머리스 페인
머리스 앤 페인(영어: Marise Ann Payne, 1964년 7월 29일 ~ )은 오스트레일리아 자유당 소속의 정치인이다. 현 뉴사우스웨일스주 상원의원이며, 전 복지부 장관, 국방부 장관, 외무부 장관이다.

## 생애
페인 장관은 맬컴 턴불 정부가 들어서고 곧바로 국방부 장관에 지명되었는데, 이는 오스트레일리아 최초의 여성 국방이다. 페인 의원의 상원 외교·국방·통상위원회 경력이 장관 지명의 이유인 것으로 알려졌다. 12월 국방 군수 물자와 과학 총리직에 있던 맬 브러프 특별장관이 스캔들에 휘말려 사임하자, 페인 장관이 그의 직책을 대신했다.
2017년 1월 오스트레일리아와 인도네시아 사이에 군사 문제가 불거졌을 때, 페인 장관은 빠르게 사과의사를 표했다. 이에 인도네시아의 랴미자르드 랴쿠두 국방장관은 "이런 사건으로 우리의 우정을 망칠 수 없다"며 사과를 받아들였고, 조코 위도도 대통령도 상황이 더 뜨거워지지 않았고 우리의 관계는 여전히 좋다고 생각한다"고 밝혔다.